# BR-455
De BR-455 is een federale weg in de deelstaat Minas Gerais in het zuiden van Brazilië. De weg is een verbindingsweg tussen Uberlândia en Planura, waarvan alleen de eerste 46,4 kilometer van de 137,3 zijn aangelegd.

## Aansluitende wegen
- BR-497 bij Uberlândia